# Монриго
Монриго́, Монріґо (фр. Montrigaud) — колишній муніципалітет у Франції, у регіоні Овернь-Рона-Альпи, департамент Дром. Населення — 483 осіб (2011).
Муніципалітет був розташований на відстані близько 460 км на південний схід від Парижа, 65 км на південь від Ліона, 37 км на північний схід від Валанса.

## Історія
До 2015 року муніципалітет перебував у складі регіону Рона-Альпи. Від 1 січня 2016 року належав до нового об'єднаного регіону Овернь-Рона-Альпи.
1 січня 2019 року Монриго, Мірибель i Сен-Бонне-де-Вальклер'є було об'єднано в новий муніципалітет Валербасс.

## Демографія
Динаміка населення (INSEE ):
Розподіл населення за віком та статтю (2006):
| Стать | Всього | До 15 років | 15-24 | 25-44 | 45-64 | 65-85 | Понад 85 |
| --- | ------ | ----------- | ----- | ----- | ----- | ----- | -------- |
| Чоловіки | 232    | 28          | 12    | 48    | 84    | 56    | 4        |
| Жінки | 264    | 64          | 28    | 56    | 52    | 48    | 16       |
| \| Статево-вікова піраміда \| Статево-вікова піраміда \| Статево-вікова піраміда \| \| ----------------------- \| ----------------------- \| ----------------------- \| \| Чоловіки \| Вік \| Жінки \| \| 4 \| 85 + \| 16 \| \| 16 \| 80-84 \| 12 \| \| 8 \| 75-79 \| 8 \| \| 16 \| 70-74 \| 20 \| \| 16 \| 65-69 \| 8 \| \| 24 \| 60-64 \| 20 \| \| 8 \| 55-59 \| 8 \| \| 28 \| 50-54 \| 12 \| \| 24 \| 45-49 \| 12 \| \| 16 \| 40-44 \| 20 \| \| 16 \| 35-39 \| 24 \| \| 16 \| 30-34 \| 8 \| \| 0 \| 25-29 \| 4 \| \| 8 \| 20-24 \| 12 \| \| 4 \| 15-20 \| 16 \| \| 16 \| 10-14 \| 32 \| \| 12 \| 5-9 \| 20 \| \| 0 \| 0-4 \| 12 \| |        |             |       |       |       |       |          |
| Статево-вікова піраміда |        |             |       |       |       |       |          |
| Чоловіки | Вік    | Жінки       |       |       |       |       |          |
| 4 | 85 +   | 16          |       |       |       |       |          |
| 16 | 80-84  | 12          |       |       |       |       |          |
| 8 | 75-79  | 8           |       |       |       |       |          |
| 16 | 70-74  | 20          |       |       |       |       |          |
| 16 | 65-69  | 8           |       |       |       |       |          |
| 24 | 60-64  | 20          |       |       |       |       |          |
| 8 | 55-59  | 8           |       |       |       |       |          |
| 28 | 50-54  | 12          |       |       |       |       |          |
| 24 | 45-49  | 12          |       |       |       |       |          |
| 16 | 40-44  | 20          |       |       |       |       |          |
| 16 | 35-39  | 24          |       |       |       |       |          |
| 16 | 30-34  | 8           |       |       |       |       |          |
| 0 | 25-29  | 4           |       |       |       |       |          |
| 8 | 20-24  | 12          |       |       |       |       |          |
| 4 | 15-20  | 16          |       |       |       |       |          |
| 16 | 10-14  | 32          |       |       |       |       |          |
| 12 | 5-9    | 20          |       |       |       |       |          |
| 0 | 0-4    | 12          |       |       |       |       |          |

## Економіка
2010 року серед 289 осіб працездатного віку (15—64 років) 216 були активними, 73 — неактивними (показник активності 74,7%, у 1999 році було 62,9%). З 216 активних мешканців працювали 204 особи (118 чоловіків та 86 жінок), безробітними було 12 (6 чоловіків та 6 жінок). Серед 73 неактивних 23 особи були учнями чи студентами, 29 — пенсіонерами, 21 була неактивною з інших причин.

У 2010 році в муніципалітеті числилось 194 оподатковані домогосподарства, у яких проживали 463,5 особи, медіана доходів виносила 15 138 євро на одного особоспоживача